# 別內星江站
別內星江站（：／ Byeollae Byeolgaram yeok */?）是首都圈电铁4号线沿線的一座地下車站，位於韓國京畿道南楊州市別內洞。

## 車站構造
4号线，8号线均為2面2線側式月台的地下車站（8号线部分未启用），候車月台設有月台幕門，並有4處出口。

### 月台
| 梧南 ↑   |
| \| 上    |
| ↓ 佛岩山 |

| 月台 | 路線             | 目的地                                 |
| ---- | ---------------- | -------------------------------------- |
| 上行 | ●首都圈电铁4号线 | 梧南、榛接方向                         |
| 下行 | ●首都圈电铁4号线 | 上溪、首爾站、舍堂、南泰嶺、烏耳島方向 |

## 歷史
- 2014年12月10日：開工。
- 2022年3月19日：落成啟用。

## 車站周邊
- 別內公園
- 別內體育公園
- 德松初等學校

## 相鄰車站
南楊州都市公社
●首都圈电铁4号线
梧南（406）－別內星江（408）－佛岩山（409）